# Carl Zeiss
Pour les articles homonymes, voir Carl Zeiss (homonymie).
Carl Zeiss, né le 11 septembre 1816 à Weimar et mort le 3 décembre 1888 à Iéna, était un ingénieur-opticien allemand, fondateur de la société Carl Zeiss.
Il grandit à Weimar en Allemagne. Il s'installe à Iéna où il devient dans les années 1840 un grand fabricant d'objectifs. Il est très connu pour avoir conçu et fabriqué des dispositifs optiques de grande qualité. C'est la première personne à fabriquer des lentilles optiques en verre minéral.

## Jeunesse
Carl Zeiss passe son enfance dans ce pays qui n'est encore que la Confédération allemande. Il va au collège et devient l'apprenti du docteur Friedrich Körne, mécanicien et fournisseur officiel de la Cour. Plus tard, à l'université d'Iéna, il suit des cours de mathématiques, de physique expérimentale, d'anthropologie, de minéralogie et d'optique. En novembre 1846, il ouvre seul un petit atelier de mécanique de précision. Il fabrique des lentilles optiques, son talent commence à être reconnu et fin 1847 il embauche son premier apprenti. La même année, son ancien maître, le docteur Friedrich Körne, décède. À sa mémoire, Zeiss dédiera sa vie à la fabrication de microscopes.

## Sa vie
À partir de 1847, Carl Zeiss consacre tout son temps à la fabrication de microscopes. Sa première innovation concerne les microscopes réservés aux travaux de dissection, dotés d'une seule lentille. Son modèle, plus simple, se vend à vingt-trois exemplaires durant la première année de production. Rapidement, Zeiss se met en quête d'un nouveau défi et conçoit des microscopes composés. La première version, le Stand I, est mise sur le marché en 1857.
En 1861, il reçoit une médaille d'or à l'Exposition industrielle de Thuringe pour ses réalisations. Elles étaient considérées comme étant parmi les meilleurs instruments scientifiques d'Allemagne. À cet instant, son activité comporte une vingtaine d'employés et ne cesse de croître. Zeiss continue sur sa lancée pendant encore quelques années, pensant avoir amené son entreprise à son plein potentiel. En 1866, Carl Zeiss vend son 1 000e microscope et rencontre le docteur Ernst Abbe (23 janvier 1840-14 janvier 1905 à Iéna), un physicien diplômé en thermodynamique qui devient son directeur de Recherches. Leurs efforts combinés aboutissent à la découverte de la condition des sinus d'Abbe en 1872.
Pendant cette période, Carl Zeiss met au point ses meilleurs objectifs, dont les performances surpassent celles atteintes jusqu'alors. En théorie, l’aplanétisme permettait d'améliorer grandement leur qualité ; cependant la courbure des verres n'était pas assez précise pour bénéficier de la découverte. Ernst Abbe rencontre en 1881 Otto Schott, un chimiste de 30 ans spécialisé dans le verre, qui venait alors d'obtenir son doctorat à l'université d'Iéna.
En 1884, Carl Zeiss, son fils Roderich Zeiss, Ernst Abbe et Otto Schott fondent le Glastechnisches Laboratorium Schott & Genossen à Iéna. Cette entreprise compte 11 salariés. Leur collaboration porte ses fruits en 1886 lorsque Abbe et Schott créent un nouveau type de verre suffisamment ductile et homogène pour réaliser la condition d'aplanétisme. Cette découverte ouvre la voie à une nouvelle catégorie d'objectifs de microscope : les apochromatiques (ou « APO »). Par immersion dans l'eau, Zeiss parvient à produire un objectif qui corrige les aberrations chromatiques. L'entreprise emploie alors 250 salariés et sous l'impulsion de Ernst Abbe s'investit dans l'amélioration de la recherche.
Carl Zeiss fonde l'Institut de Minéralogie à l'université d'Iéna et célèbre la fabrication du 10 000e microscope Zeiss, avant de mourir à Iéna le 3 décembre 1888. Il ne verra pas la naissance de la fondation Carl-Zeiss, créée le 19 mai 1889 par Ernest Abbe pour pérenniser la vision sociale des fondateurs.
En hommage à cette personnalité de l'industrie et de la technologie allemande, le club de football de la RDA basé à Iéna a été nommé FC Carl Zeiss Jena (nom toujours en vigueur depuis la réunification). Un lycée y porte également son nom.

## Galerie

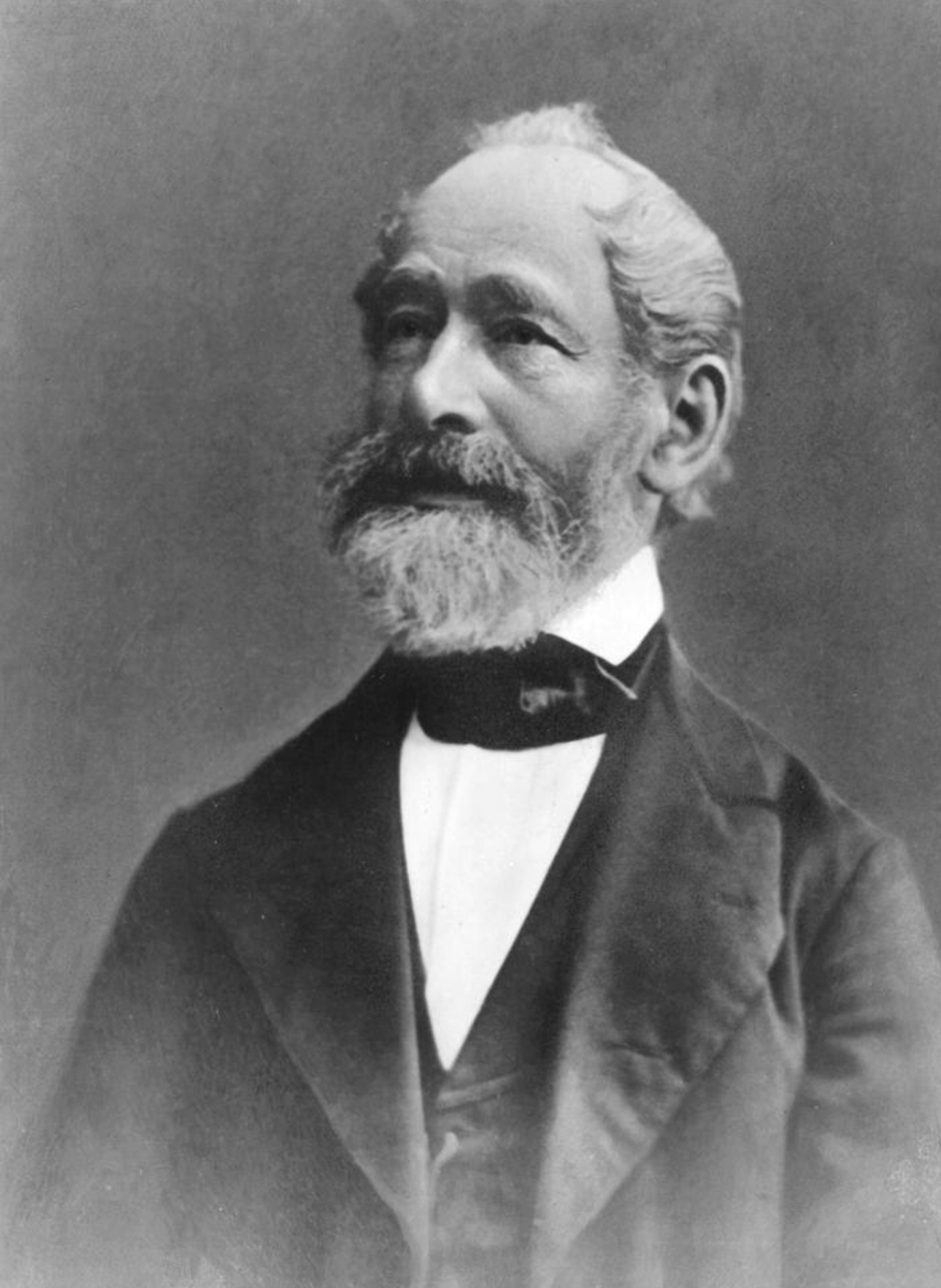
Carl Zeiss au début des années 1880.
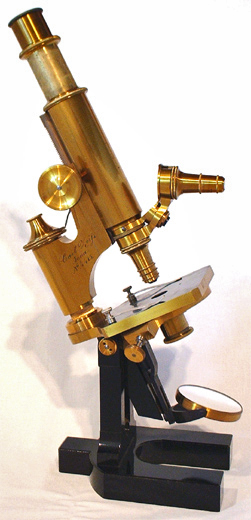
Microscope de Carl Zeiss (1879).
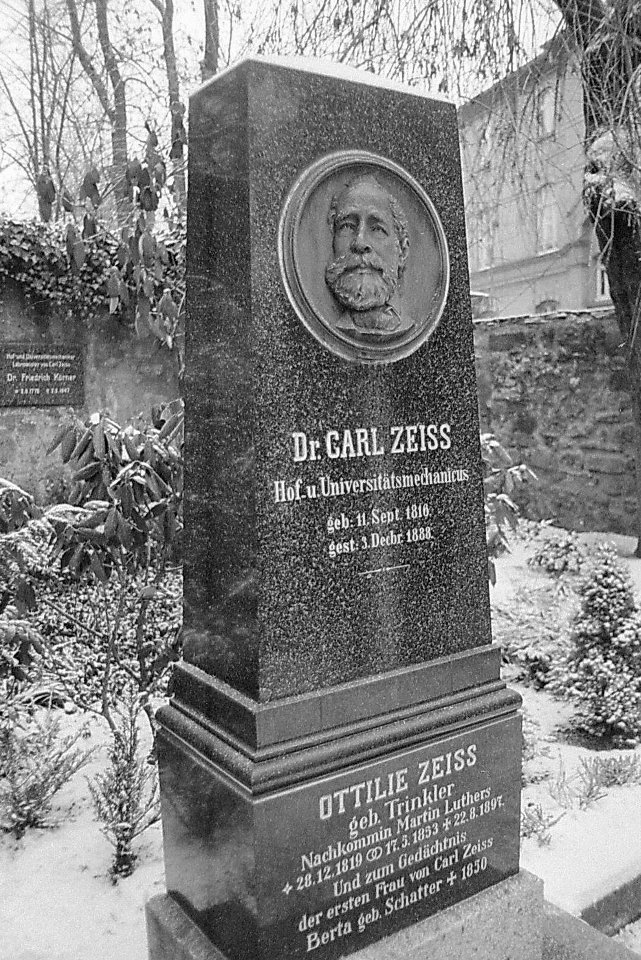
Tombe de Carl Zeiss, au cimetière Jean d'Iéna (de).